# Tavvajaure
Tavvajaure är en sjö i Kiruna kommun i Lappland och ingår i Torneälvens huvudavrinningsområde. Sjön har en area på 2,91 kvadratkilometer och ligger 548 meter över havet. Tavvajaure ligger i Tavvavuoma Natura 2000-område. Sjön avvattnas av vattendraget Tavvajåkkå.

## Delavrinningsområde
Tavvajaure ingår i det delavrinningsområde (760653-170973) som SMHI kallar för Utloppet av Tavvajaure. Medelhöjden är 567 meter över havet och ytan är 15 kvadratkilometer. Det finns inga avrinningsområden uppströms utan avrinningsområdet är högsta punkten. Tavvajåkkå som avvattnar avrinningsområdet har biflödesordning 3, vilket innebär att vattnet flödar genom totalt 3 vattendrag innan det når havet efter 463 kilometer. Avrinningsområdet består mestadels av skog (16 procent), sankmarker (25 procent) och kalfjäll (31 procent). Avrinningsområdet har 3,23 kvadratkilometer vattenytor vilket ger det en sjöprocent på 21,5 procent.